# Zachary Taylor
Pour les articles homonymes, voir Taylor.
Zachary Taylor, né le 24 novembre 1784 à Barboursville (Virginie) et mort le 9 juillet 1850 à Washington D.C., est un militaire, planteur esclavagiste et homme d'État américain qui fut le 12e président des États-Unis.
Sa carrière de 40 ans dans l'armée s'acheva par la victoire écrasante des États-Unis lors de la guerre américano-mexicaine et son statut de héros national lui permit de remporter l'élection présidentielle de 1848 malgré son programme politique vague. Son principal objectif en tant que président fut de maintenir l'intégrité de l'Union mais il mourut seize mois après le début de son mandat sans être parvenu à régler la question de l'esclavage qui exacerbait les tensions au Congrès fédéral.
Taylor était né dans une influente famille de planteurs qui quitta la Virginie pour le Kentucky dans son enfance. Il rejoignit l'armée de terre en 1808 et s'illustra durant la guerre anglo-américaine de 1812. Il gravit les échelons en fondant des forts le long du Mississippi et participa à la guerre de Black Hawk en 1832. Ses victoires pendant la Seconde guerre séminole le firent connaître au niveau national et lui valurent le surnom de Old Rough and Ready (« Vieux Rustique et Prêt »).
En 1845, alors que l'annexion du Texas était en cours, le président James K. Polk envoya Taylor dans la région du Río Grande en prévision d'une possible confrontation avec le Mexique. La guerre éclata en mai 1846 et Taylor mena les troupes américaines à la victoire dans une série d'affrontements qui culmina avec les batailles de Palo Alto et de Monterrey. Il devint un héros national et ses partisans le pressèrent de se présenter à l'élection présidentielle de 1848.
Le parti whig parvint à le convaincre de mener son ticket malgré son programme imprécis et son manque d'intérêt pour la politique. Il remporta l'élection face au candidat démocrate Lewis Cass. En tant que président, Taylor se maintint à l'écart du Congrès et de son cabinet même si les tensions menaçaient de diviser le pays. Les débats sur le statut esclavagiste ou non des vastes territoires cédés par le Mexique poussèrent les sudistes à menacer de faire sécession. Même s'il était lui-même sudiste et propriétaire d'esclaves, Taylor ne chercha pas à étendre l'esclavage. Pour éviter la question, il pressa les colons du Nouveau-Mexique et de Californie de contourner le statut de territoire et de rédiger des Constitutions pour obtenir le statut d'État ; cette politique entraîna la signature du compromis de 1850 peu après son décès.
Atteint d'une santé fragile tout au long de sa vie, Taylor mourut soudainement d'une maladie de l'estomac en juillet 1850. Il eut donc peu d'impact sur la crise profonde qui mena à la guerre de Sécession une décennie plus tard.

## Jeunesse
Taylor naît le 24 novembre 1784 dans une plantation du comté d'Orange en Virginie dans une famille de planteurs d'ascendance anglaise. Il était le troisième enfant d'une fratrie de cinq garçons et trois filles. Sa mère est Sarah Dabney (Strother) Taylor et son père, Richard Taylor, participa à la guerre d'indépendance des États-Unis avec le grade de lieutenant-colonel,. Taylor était un descendant de William Brewster, un des passagers du Mayflower, signataire du Mayflower Compact et meneur de la colonie de Plymouth ; un autre de ses ancêtres était Isaac Allerton Jr., un marchand et un militaire qui était le fils de Isaac Allerton et de Fear Brewster, deux passagers du Mayflower. Un de ses cousins issus de germain par cette lignée était James Madison, le quatrième président des États-Unis.
Abandonnant des terres épuisées, la famille de Taylor émigra vers l'Ouest et s'installa près de ce qui devint Louisville dans le Kentucky non loin du fleuve Ohio. Taylor grandit dans une petite cabane en rondins avant que sa famille ne s'installe dans une maison en briques, symbole de prospérité. La croissance rapide de Louisville fut une aubaine pour le père de Taylor qui finit par posséder environ 40 km2 au début du XIXe siècle ; il possédait 26 esclaves pour cultiver la portion la plus développée de ses propriétés. Il n'y avait aucune école officielle sur la « Frontière » du Kentucky et Taylor ne reçut qu'une éducation intermittente. Un enseignant se rappela que Taylor comprenait vite mais ses premières lettres montrent qu'il avait des difficultés en grammaire et son écriture fut par la suite décrite comme « celle d'un quasi-illettré, ».
En juin 1810, Taylor épousa Margaret Mackall Smith qu'il avait rencontrée l'automne précédent à Louisville. « Peggy » Smith était issue d'une influente famille de planteurs du Maryland et était la fille du major Walter Smith qui avait participé à la guerre d'indépendance,. Zachary et Peggy eurent six enfants :
- Ann Margaret Mackall Taylor (1811-1875)[8] épousa Robert C. Wood, un médecin de l'armée qu'elle avait rencontré durant son séjour à Fort Snelling dans le Minnesota en 1829[9].
- Sarah Knox Taylor (1814-1835)[8] épousa Jefferson Davis en 1835 qu'elle avait rencontré via son père à la fin de la guerre de Black Hawk ; elle mourut de la malaria à 21 ans à Saint Francisville en Louisiane peu après son mariage[10].
- Octavia Pannill Taylor (1816-1820)[8]
- Margaret Smith Taylor (1819-1820)[8] , morte avec Octavia alors que la famille Taylor était frappée par une « fièvre biliaire[11]».
- Mary Elizabeth Taylor (1824-1909)[8] épousa William Wallace Smith Bliss (1815-1853), un officier et professeur de l'Académie militaire de West Point, en 1848[12].
- Richard « Dick » Taylor (1826-1879)[8] qui devint général dans l'armée des États confédérés durant la guerre de Sécession[13].

## Carrière militaire

### Guerres indiennes
Le 3 mai 1808, Taylor entra dans l'armée avec le grade de premier-lieutenant au sein du 7e régiment d'infanterie. Il faisait partie des nouveaux officiers nommés par le Congrès en réponse à l'affaire Chesapeake-Leopard au cours de laquelle une frégate américaine avait été arraisonnée par un navire de guerre britannique et l'incident faillit déclencher une guerre,. Taylor passa la plus grande partie de l'année 1809 dans les camps délabrés de La Nouvelle-Orléans et de Terre aux Bœufs en Louisiane. Il fut promu capitaine en novembre 1810. Ses devoirs militaires étaient alors limités et il se concentra sur ses affaires personnelles. Durant les années qui suivirent, il acheta plusieurs esclaves et de nombreuses actions bancaires à Louisville,. En juillet 1811, il fut envoyé dans le territoire de l'Indiana où il reçut le commandement du Fort Knox après la fuite de son prédécesseur. Au bout de quelques semaines, il parvint à remettre de l'ordre dans la garnison et il fut pour cela félicité par le gouverneur William Henry Harrison,.
Durant la guerre anglo-américaine de 1812 qui opposa l'Empire britannique et ses alliés amérindiens aux États-Unis, Taylor repoussa une attaque du Fort Harrison dans le territoire de l'Indiana menée par le chef shawnee Tecumseh. En récompense de ce succès, Taylor fut breveté major et il devint l'aide de camp du général Samuel Hopkins durant deux expéditions : la première dans le territoire de l'Illinois et la seconde lors de la bataille de Tippecanoe qui s'acheva par la retraite indienne à Wild Cat Creek,. Taylor installa alors sa famille à Fort Knox pour la protéger des combats. Au printemps 1814, il fut placé sous le commandement du brigadier-général Benjamin Howard et il supervisa la construction du Fort Johnson près de l'actuelle ville de Warsaw dans l'Illinois. À la mort de Howard quelques semaines plus tard, Taylor reçut l'ordre d'abandonner le fort et de se replier à Saint-Louis dans le Missouri. Ramené à son grade de capitaine à la fin de la guerre en 1814, il démissionna de l'armée avant d'y revenir un an plus tard après sa nomination en tant que major,.

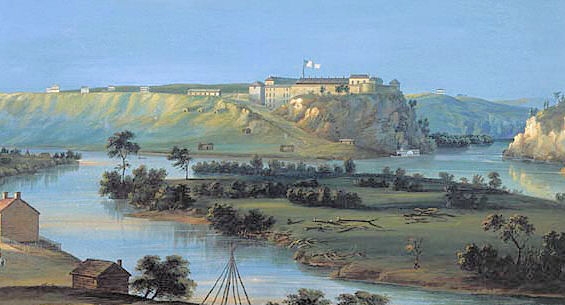
Fort Snelling dans l'Indiana en 1844.

Durant deux ans, Taylor commanda Fort Howard près de l'implantation de Green Bay dans le Wisconsin. Il retourna ensuite à Louisville où se trouvait sa famille. En avril 1819, il fut promu lieutenant-colonel et dîna avec le président James Monroe,. À la fin de l'année 1821, Taylor emmena le 7e régiment d'infanterie à Natchitoches en Louisiane sur la Rivière Rouge. Sur les ordres du général Edmund Pendleton Gaines, l'unité chercha un nouvel emplacement plus adapté sur le fleuve Sabine. En mars 1822, Taylor établit Fort Jesup au sud-ouest de Natchitoches et en novembre, il fut transféré au Fort Robertson de Baton Rouge où il resta jusqu'en février 1824,. Il passa ensuite deux ans à effectuer des missions de recrutement avant d'être appelé à Washington DC pour participer à un comité de modernisation militaire. À la même période, il acheta une plantation en Louisiane et installa sa famille à Bâton-Rouge.
En mai 1828, Taylor fut rappelé en service actif et il commanda Fort Snelling dans le Minnesota pendant un an puis le camp voisin de Fort Crawford pendant également une année. Après une période de permission durant laquelle il agrandit ses propriétés, Taylor fut promu colonel du 1er régiment d'infanterie en avril 1832,. Durant la guerre de Black Hawk, Taylor combattit sous le commandement du général Henry Atkinson contre les forces amérindiennes du chef sauk et fox Black Hawk dans le territoire du Michigan. La fin du conflit en août 1832 marqua la fin de la résistance amérindienne à l'expansion américaine dans la région et les années suivantes furent relativement calmes. Durant cette période, Taylor s'opposa à la relation entre sa fille Sarah Knox âgée de 17 ans et le lieutenant Jefferson Davis ; il respectait Davis mais ne voulait pas que sa fille devienne une femme de militaire car il savait que cela était une vie difficile pour les familles. Davis et Sarah Knox se marièrent en juin 1835 mais elle succomba à une crise de paludisme trois mois plus tard alors qu'elle rendait visite à la sœur de Davis à Saint Francisville en Louisiane,.
En 1837, Taylor fut déployé en Floride dans le cadre de la seconde guerre séminole et il battit les forces séminoles le jour de Noël au cours de la bataille du lac Okeechobee ; pour cette victoire, il fut promu brigadier-général. En mai 1838, le brigadier-général Thomas Jesup quitta son poste et plaça Taylor à la tête de toutes les forces américaines en Floride, une fonction qu'il occupa pendant deux ans. Sa réputation de commandant efficace s'affirma et il reçut le surnom de Old Rough and Ready (« Vieux Rustique,»). Après avoir obtenu une permission de longue durée, Taylor passa une année à faire le tour du pays avec sa famille et il rencontra de nombreux officiers. Durant cette période, il commença à s'intéresser à la politique et il correspondit avec le président William Henry Harrison. Il fut nommé commandant du second département de la division occidentale de l'armée en mai 1841 qui correspondait à un large territoire à l'ouest du Mississippi et au sud du 37e parallèle nord. Stationné dans l'Arkansas, Taylor profita de plusieurs années paisibles et consacra autant de temps aux questions militaires qu'à ses affaires privées,.

### Guerre américano-mexicaine

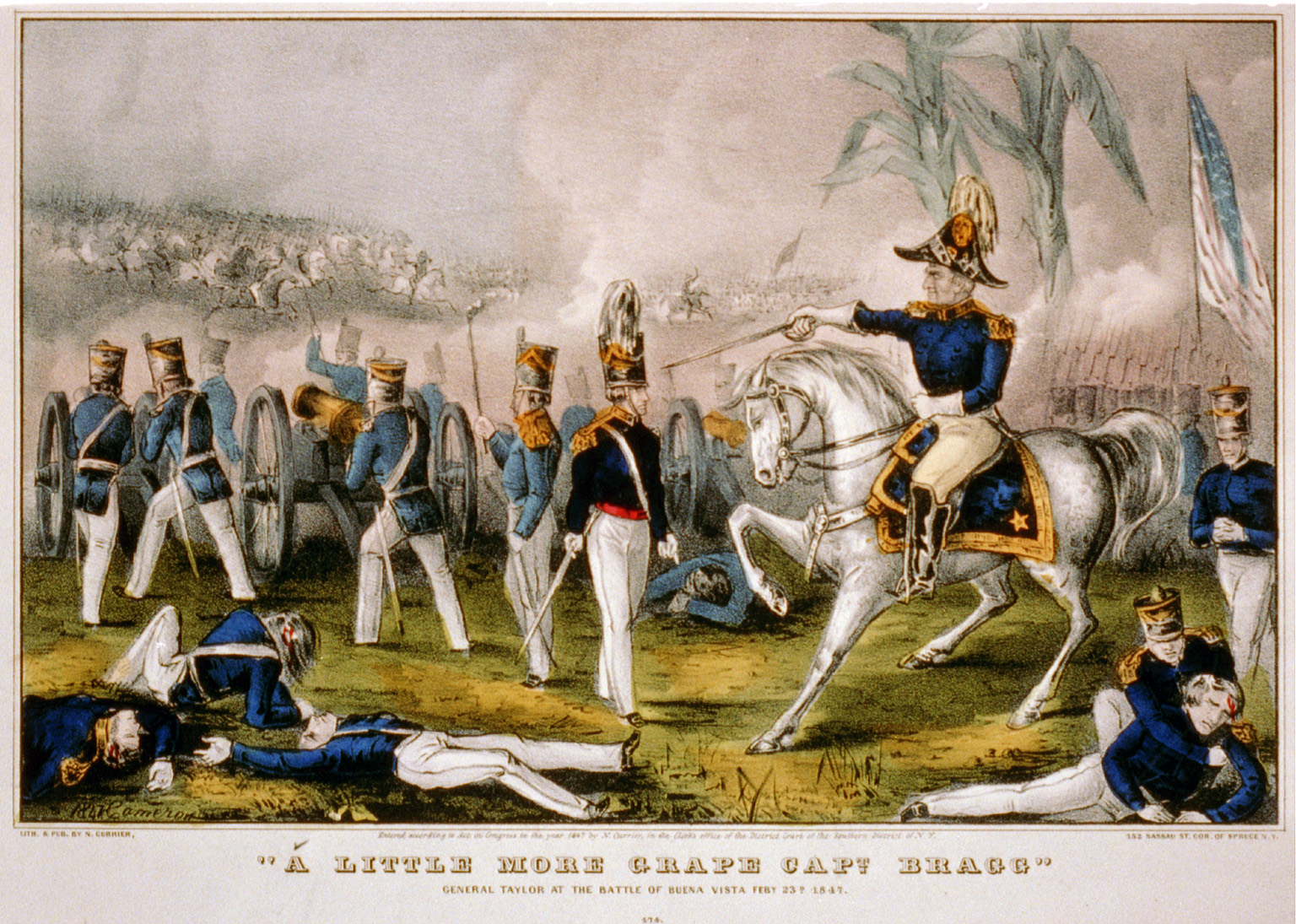
Taylor durant la bataille de Buena Vista.

En 1836, la république du Texas fit sécession du Mexique et proclama son indépendance. En prévision de l'annexion du Texas par les États-Unis, Taylor fut envoyé en avril 1844 à Fort Jesup en Louisiane pour s'opposer à de possibles tentatives mexicaines pour reprendre le contrôle du territoire,. Il y resta jusqu'en juillet 1845 et lorsque l'annexion devint imminente, le président James K. Polk lui ordonna de se déployer dans le territoire disputé « à proximité du Río Grande ». Taylor choisit de s'installer à Corpus Christi pour passer l'hiver,.
Les troupes de Taylor se rapprochèrent du Río Grande en mars 1846 car les négociations avec le Mexique avaient échoué et la guerre semblait imminente. Les combats commencèrent le 25 avril lorsqu'une patrouille américaine fut attaquée par une importante force mexicaine,. Ayant appris l'incident, Polk déclara au Congrès que la guerre entre les États-Unis et le Mexique avait commencé,. En mai, Taylor commanda les troupes américaines durant les batailles de Palo Alto et de Resaca de la Palma au cours desquelles il repoussa des forces mexicaines supérieures en nombre,. Ces victoires en firent un héros national et quelques semaines plus tard, il fut breveté major général et reçut les félicitations officielles du Congrès. La presse le compara à George Washington et Andrew Jackson, deux généraux qui avaient accédé à la présidence ; Taylor indiqua cependant qu'il n'avait aucune intention de briguer cette fonction : « Une telle idée n'a jamais traversé mon esprit et il est probable qu'elle ne traverse pas l'esprit de toute personne sensée ».
En septembre, Taylor infligea de lourdes pertes aux défenseurs mexicains durant la bataille de Monterrey. La ville de Monterrey était considérée comme « imprenable » mais elle tomba en seulement trois jours et les forces mexicaines se replièrent. Il fut néanmoins critiqué pour avoir signé une trêve plutôt que d'avoir exigé une reddition totale,. Par la suite, la moitié de l'armée de Taylor rejoignit les troupes du général Winfield Scott qui assiégeaient Veracruz. Le général mexicain Antonio López de Santa Anna apprit, grâce à l'interception d'une lettre de Scott, que Taylor ne disposait plus que de 6 000 hommes dont une grande partie de volontaires. Santa Anna profita de l'occasion et attaqua avec ses 20 000 hommes. Lors de cette bataille de Buena Vista en février 1847, les pertes s'élevèrent à 700 du côté américain et 1 500 du côté mexicain. Les forces mexicaines préférèrent se replier et les Américains remportèrent l'une de leurs plus importantes victoires de la guerre,. Taylor resta à Monterrey jusqu'à la fin du mois de novembre 1847 avant de rentrer chez lui. Même s'il passa l'année suivante à la tête de l'ensemble de la division occidentale, sa carrière d'active était terminée. En décembre, il fut accueilli en héros à La Nouvelle-Orléans et Bâton-Rouge et sa popularité en faisait un possible candidat pour l'élection présidentielle de 1848.

## Élection présidentielle de 1848

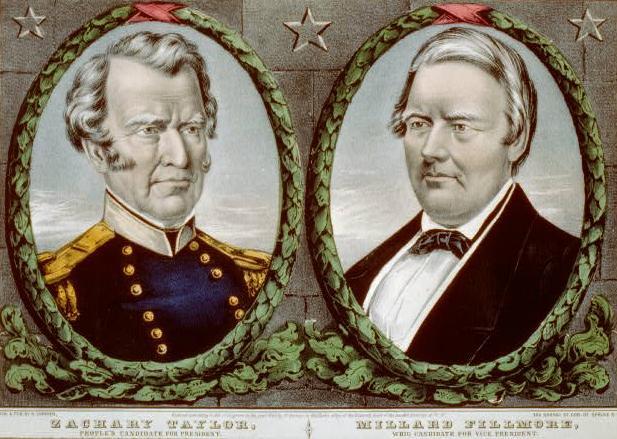
Affiche de campagne pour Taylor et Fillmore.

Du fait de son statut de militaire de carrière, Taylor ne s'était jamais prononcé sur des questions politiques et n'avait jamais voté avant 1848. Il se considérait comme un indépendant, croyait que le pays avait besoin d'un système bancaire solide et stable et jugeait que le président Andrew Jackson n'aurait pas dû être autorisé à laisser la Second Bank of the United States s'effondrer en 1836. Pour lui les discussions sur l'expansion de l'esclavage vers l'Ouest des États-Unis n'avaient pas de sens car ni le coton, ni le sucre produits en grandes quantités grâce à l'esclavage ne pouvaient y pousser facilement via une économie de plantation. Il était également un nationaliste convaincu et du fait de son expérience de la guerre, considérait que la sécession n'était pas une bonne façon de résoudre les problèmes du pays. Taylor, même s'il n'adhérait pas à leur position sur les droits de douane protectionnistes, se rapprochait des idées des whigs sur l'organisation politique. Comme eux il pensait que le président ne devait pas avoir de droit de veto sur des lois à moins qu'elles ne contreviennent à la Constitution, qu'il ne devait pas interférer avec le Congrès et que le Cabinet devait disposer d'un pouvoir fort.

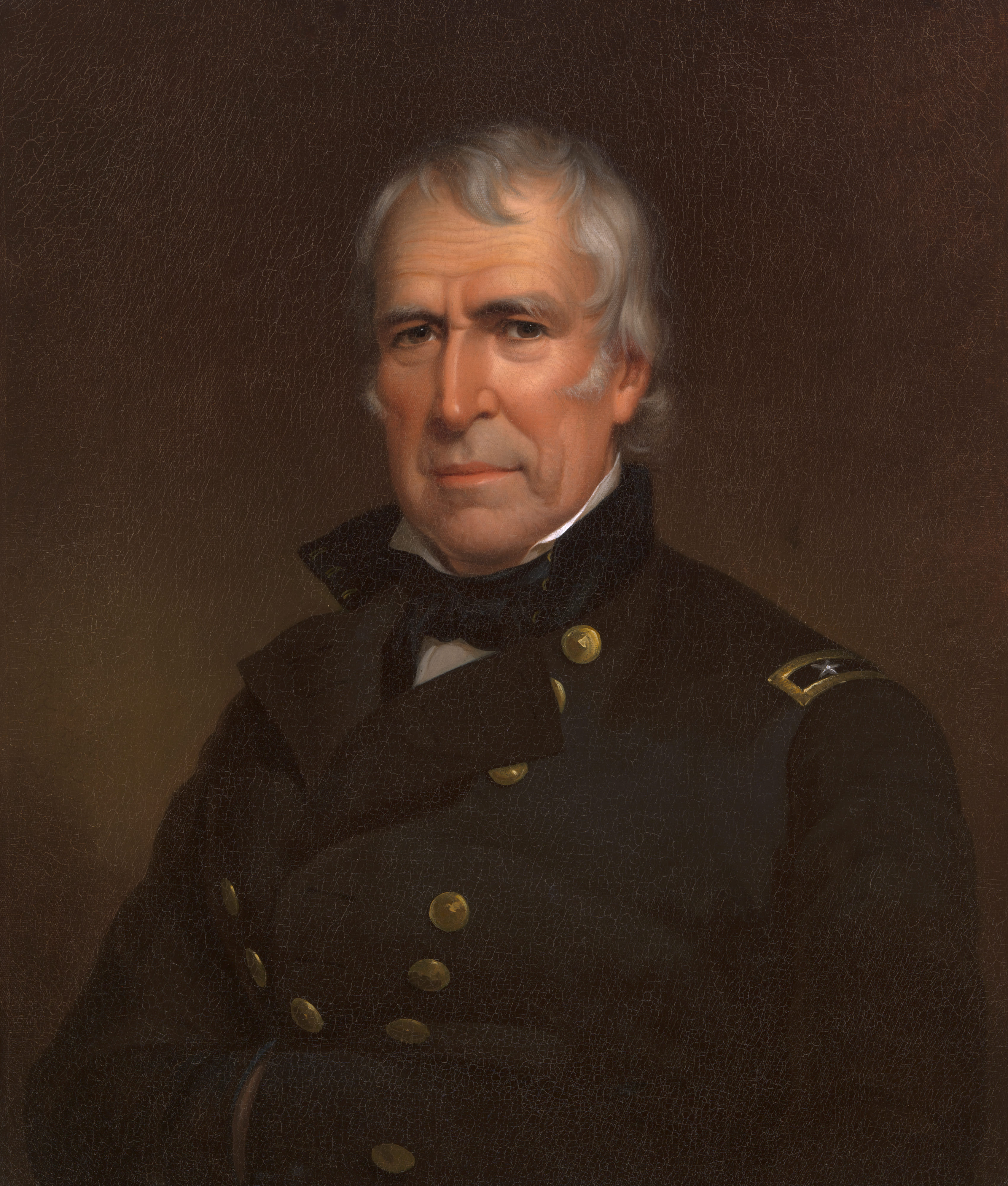
Portrait de Taylor par James Lambdin, 1848.

Bien avant sa victoire à Buena Vista, des groupes politiques s'étaient formés pour soutenir une candidature présidentielle de Taylor. Ses soutiens formaient un rassemblement disparate de whigs, de démocrates, de nordistes, de sudistes et d'alliés et d'opposants de dirigeants nationaux tels qu'Henry Clay et James K. Polk. À la fin de l'année 1846, l'opposition de Taylor à une campagne présidentielle avait commencé à s'affaiblir et il devenait clair que ses idées se rapprochaient de plus en plus de celles des whigs. Il maintenait pourtant qu'il n'accepterait de se présenter que comme un indépendant et non comme le membre d'un parti. Alors que la convention whig approchait, Taylor déclara qu'il avait toujours été proche des idées whigs mais qu'il se considérait comme un républicain-démocrate. De nombreux sudistes pensaient que Taylor soutenait l'esclavage et son adoption dans les nouveaux territoires pris au Mexique et certains furent ulcérés quand il suggéra que s'il devenait président, il ne s'opposerait pas au Wilmot Proviso qui interdisait une telle expansion. Cette position ne lui apporta cependant pas le soutien des activistes anti-esclavage au nord qui voulaient que Taylor se prononce fermement en faveur du texte et non qu'il promette de ne pas y apposer son veto. La plupart des abolitionnistes lui étaient également opposés car il possédait des esclaves. La plupart des sudistes savaient aussi que Taylor défendait les droits des États et était opposé aux droits de douane protectionnistes et aux dépenses fédérales pour financer des infrastructures.
La convention whig choisit Taylor comme candidat à la présidence et nomma Millard Fillmore, un avocat de l'État de New York et le président de l'United States House Committee on Ways and Means (« Comité sur les objectifs et les moyens ») pour briguer la vice-présidence ; il avait d'ailleurs été pressenti pour briguer cette fonction en 1844. Le choix de Fillmore était en grande partie une tentative pour apaiser les whigs nordistes furieux du choix d'un sudiste propriétaire d'esclaves mais aucune des composantes du parti n'était satisfaite du ticket final,. Taylor continua de minimiser son rôle dans la campagne et préféra ne pas rencontrer directement les électeurs ou expliciter ses opinions politiques. Sa campagne fut dirigée avec talent par le sénateur John J. Crittenden du Kentucky, un ami et l'un de ses premiers soutiens politiques, et elle reçut un soutien de poids en la personne du sénateur Daniel Webster du Massachusetts. Taylor remporta l'élection face au candidat démocrate Lewis Cass et au candidat du sol libre Martin Van Buren.
Comme l'écrivit l'historien Michael F. Holt, Taylor ignora le programme whig :

« Taylor était indifférent aux idées que les whigs jugeaient depuis longtemps vitales. En public, il était habilement ambigu, refusait de répondre aux questions sur le système bancaire, les droits de douane et la construction d'infrastructures. En privé, il était plus direct. L'idée d'une banque nationale « est morte et ne reviendra pas de mon vivant ». Dans le futur, les droits de douane « ne seront augmentés que pour les mouvements financiers » ; en d'autres termes, les espoirs whigs de restaurer les droits de douane protectionnistes de 1842 étaient vains. Il n'y aurait plus jamais de surplus fédéraux venant des ventes de terrains à distribuer aux États et les infrastructures « se feront malgré les vétos présidentiels ». En quelques mots, Taylor fit l'épitaphe de l'ensemble du programme économique whig. »

## Présidence (1849-1850)

### Investiture
Devenu président-élu, Taylor resta à l'écart de Washington et ne démissionna de son commandement de la division occidentale qu'en janvier 1849. Il passa les mois qui suivirent son élection à former son cabinet. Il prit tout son temps pour faire ses choix à la grande frustration de ses collègues whigs. Malgré son mépris du clientélisme et des tactiques politiciennes, il reçut de nombreuses demandes pour des nominations à des postes dans son administration.
Même s'il n'allait pas nommer de démocrates, Taylor voulait que son cabinet reflétât les diverses tendances de la nation et il répartit les postes de manière géographique. Il voyait Crittenden comme le pivot de son administration et lui offrit la fonction de secrétaire d'État, mais celui-ci préféra rester gouverneur du Kentucky, fonction à laquelle il venait d'être élu. Taylor se reporta alors sur John M. Clayton, un proche de Crittenden.
Taylor commença son voyage vers Washington à la fin du mois de janvier et le trajet fut affecté par le mauvais temps, les retards, les accidents et les maladies. Il arriva finalement dans la capitale le 24 février et rencontra le président sortant Polk. Ce dernier tenait Taylor en faible estime et le jugeait en privé « parfaitement non qualifié pour la fonction » de président. Taylor passa la semaine suivante avec les élites politiques dont certaines furent peu impressionnés par son apparence et son comportement. Moins de deux semaines avant son investiture, il rencontra Clayton et finalisa hâtivement la composition de son cabinet.
Le mandat de Taylor commençait le dimanche 4 mars mais il refusa de prêter serment le jour du Seigneur. Dans son discours d'investiture, Taylor évoqua les nombreux problèmes de la nation mais revendiqua un style de gouvernement basé sur le compromis et le respect du Congrès plutôt que sur la prééminence du pouvoir exécutif. Durant l'été 1849, il visita le Nord-Est des États-Unis pour se familiariser avec cette région qu'il connaissait mal. Il souffrit de maux d'estomac durant tout le voyage et rentra à Washington en septembre.

### Politique intérieure

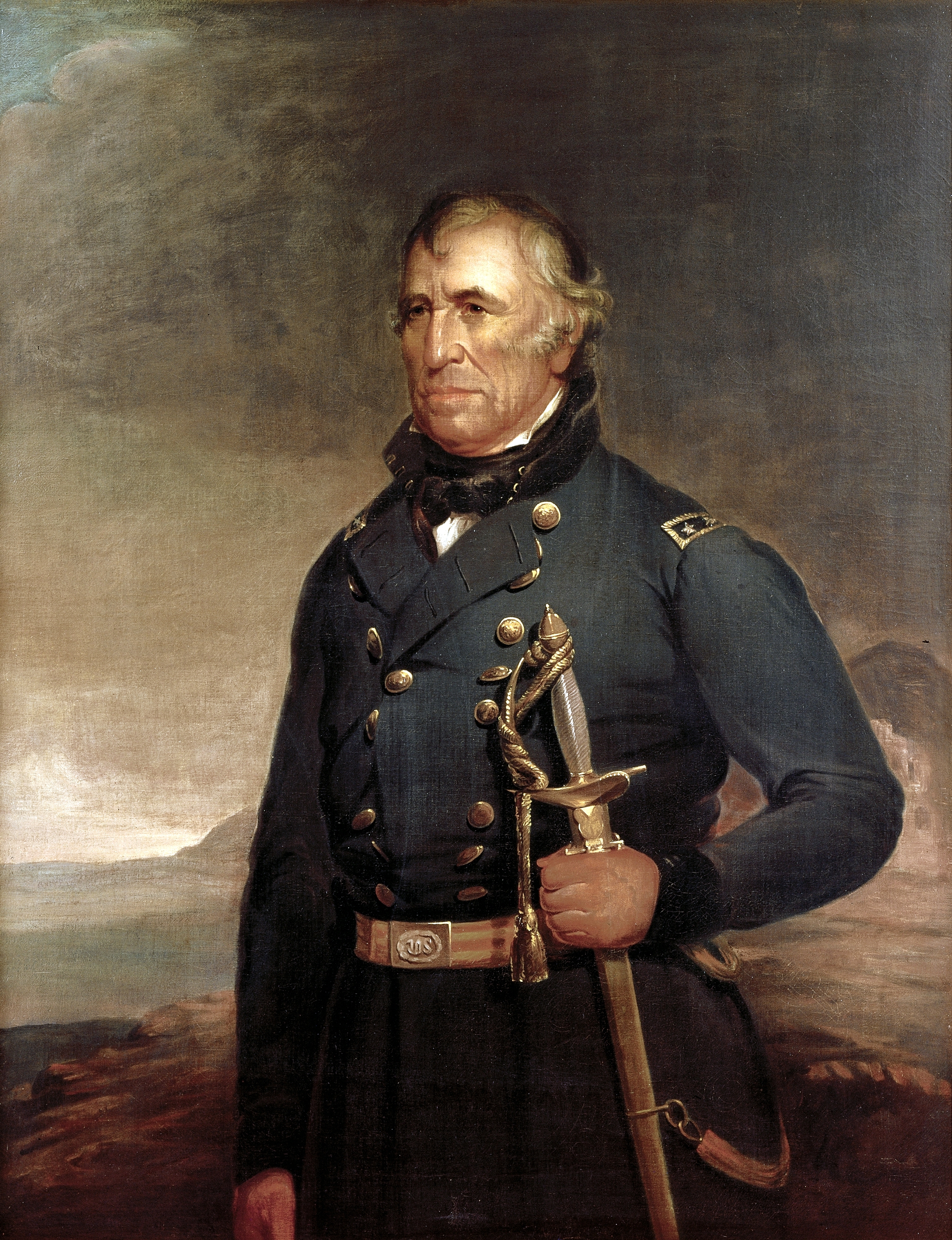
Portrait officiel de Zachary Taylor réalisé par Joseph Henry Bush.

Quand Taylor prit ses fonctions, le Congrès faisait face à de nombreuses questions concernant la cession mexicaine qui regroupait trois importants territoires acquis par les États-Unis après la guerre contre le Mexique : la Californie, le Nouveau-Mexique et l'Utah. Il fallait ainsi déterminer laquelle de ces acquisitions obtiendrait le statut d'État et laquelle resterait un territoire tandis que la question du statut de l'esclavage divisait âprement le Congrès. En effet, le compromis du Missouri de 1820 avait établi que les futurs États créés à l'ouest du Mississippi seraient respectivement esclavagistes ou abolitionnistes selon qu'ils se trouveraient au sud ou au nord du 36° 30' parallèle. La question était de savoir s'il fallait imposer l'esclavage à la Californie, se trouvant au sud de cette limite, alors qu'elle y était opposée. Même s'il était lui-même un propriétaire d'esclaves sudiste, Taylor n'était pas particulièrement favorable à la faction voulant maintenir l'esclavage. Son principal objectif était de maintenir l'unité du pays grâce à des compromis législatifs. Alors que la menace d'une sécession du Sud grandissait, il se rapprocha de plus en plus des abolitionnistes nordistes tels que le sénateur William Henry Seward de New York et suggéra même qu'il approuverait le Wilmot Proviso interdisant l'esclavage dans les territoires soustraits au Mexique si une telle loi arrivait sur son bureau.
Pour Taylor, la meilleure solution était d'admettre la Californie comme un État plutôt que comme un territoire car la question de l'esclavage serait entre les mains des hommes politiques locaux et non entre celles du Congrès. Le calendrier pour l'obtention du statut d'État était favorable à Taylor car une ruée vers l'or était en cours et la population californienne explosait. L'administration détacha le représentant Thomas Butler King en Californie pour évaluer la situation et défendre l'idée d'un État car il savait qu'une constitution abolitionniste serait adoptée. King rapporta qu'une convention constitutionnelle était déjà en cours et en octobre 1849, elle accepta à l'unanimité de rejoindre l'Union et d'interdire l'esclavage.
La frontière entre le Nouveau-Mexique et le Texas n'était pas encore établie au moment de l'investiture de Taylor. Le territoire nouvellement pris au Mexique était sous contrôle fédéral mais les Texans revendiquaient tous les territoires à l'est du Río Grande et étaient déterminés à les conserver même s'ils ne disposaient pas d'une présence importante sur place. Taylor se rangea du côté des Néo-Mexicains en défendant initialement le maintien du statut de territoire puis en soutenant le statut d'État pour apaiser un peu plus le débat sur l'esclavage au Congrès. Le gouvernement texan, sous l'impulsion de son gouverneur Peter Hansborough Bell (en), tenta de mener une action militaire contre le gouvernement fédéral mais elle échoua.
Les pionniers mormons qui s'étaient installés dans l'actuel Utah avait établi l'État provisoire du Deseret, un immense territoire non reconnu par le Congrès. L'administration Taylor envisageait de combiner les territoires de Californie et de l'Utah mais préféra créer le territoire de l'Utah. Pour apaiser les craintes mormones concernant la liberté de religion, Taylor promit qu'ils disposeraient d'une relative indépendance vis-à-vis du Congrès même s'il s'agissait d'un territoire fédéral.
Taylor réalisa son premier et unique discours sur l'état de l'Union en décembre 1849. Il récapitula les événements internationaux et suggéra plusieurs ajustements des droits de douane mais ces questions étaient éclipsées par la crise sécessionniste qui frappait le Congrès. Il rapporta les demandes de la Californie et du Nouveau-Mexique et recommanda que le Congrès approuve leurs constitutions telles quelles en évitant les débats clivants. Le discours était prosaïque et impassible mais se termina pas une condamnation ferme des sécessionnistes. Il n'eut aucun effet sur les législateurs sudistes qui voyaient l'admission de ces deux États abolitionnistes comme une menace existentielle et le Congrès resta dans l'impasse.

### Politique étrangère

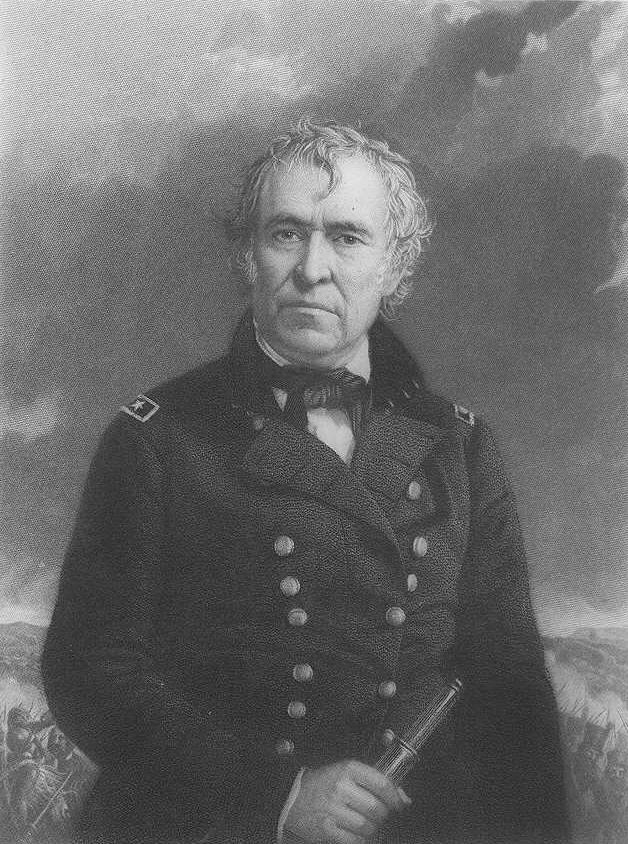
Gravure de Taylor par Alexander Hay Ritchie, 1848.

Taylor et son secrétaire d'État, John M. Clayton, manquaient tous deux d'expérience diplomatique et prirent leurs fonctions à une époque relativement paisible dans les relations internationales américaines. Leur nationalisme commun permit à Taylor de se décharger des affaires étrangères en les confiant à Clayton mais aucune décision importante ne fut prise sous son administration. En tant qu'opposants à l'ordre aristocratique européen, ils se prononcèrent en faveur des libéraux allemands et hongrois durant les révolutions de 1848 même s'ils ne leur apportèrent qu'un soutien limité. Une insulte perçue de la part du ministre français Guillaume Tell Poussin faillit provoquer une rupture des relations diplomatiques entre les deux pays et un conflit sur des réparations avec le Portugal entraîna une virulente réaction de l'administration Taylor. D'un point de vue plus positif, l'administration détacha deux navires pour soutenir les recherches britanniques pour retrouver une expédition menée par John Franklin qui avait disparu dans l'Arctique. Alors que les précédentes administrations whigs avaient mis l'accent sur le commerce dans le Pacifique, Taylor ne prit aucune initiative majeure en Extrême-Orient.
En 1849, les deux hommes s'opposèrent à Narciso López, un Vénézuélien radical exilé aux États-Unis qui réalisa plusieurs expéditions pour libérer Cuba de la domination espagnole. Alors que López fit des offres généreuses aux chefs militaires américains pour qu'ils le soutiennent, Taylor et Clayton considéraient ces attaques comme illégales. Ils mirent en place un blocus et autorisèrent l'arrestation de López et de ses partisans même si le groupe fut finalement acquitté. Ils s'opposèrent également à l'Espagne qui avait arrêté plusieurs Américains pour piraterie mais les Espagnols les libérèrent pour maintenir de bonnes relations avec les États-Unis.
La seule véritable réussite diplomatique de l'administration Taylor fut le traité Clayton–Bulwer concernant la construction d'un canal reliant le Pacifique à l'Atlantique à travers l'Amérique centrale. Même si les relations entre les États-Unis et le Royaume-Uni étaient amicales et tel un canal encore très loin de la réalité, la simple possibilité de sa construction inquiétait les deux nations. Depuis plusieurs années, le Royaume-Uni s'était emparé de points stratégiques tels que la côte des Mosquitos sur la cote orientale de l'actuel Nicaragua. Les négociations débouchèrent sur le traité Clayton-Bulwer par lequel les deux nations acceptaient la neutralité d'un canal construit dans l'isthme de Tehuantepec. L'accord aida au développement de l'alliance anglo-américaine et sa signature fut la dernière action présidentielle de Taylor.

### Derniers jours

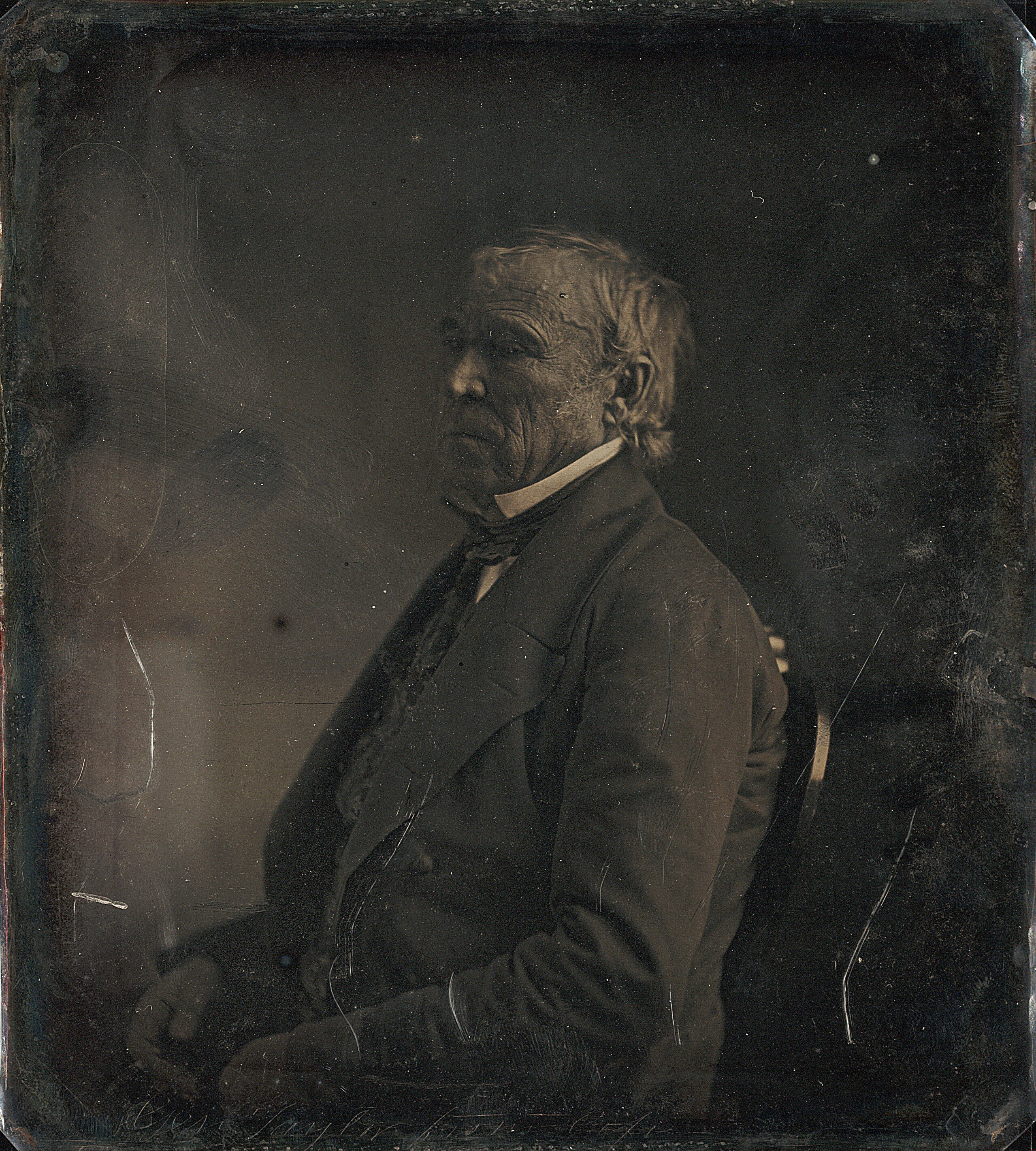
Daguerréotype de Taylor à la Maison-Blanche par Mathew Brady, 1849.

Le chef de la majorité whig au Sénat, Henry Clay, joua un rôle central dans les débats sur l'intégration des nouveaux territoires dans l'Union. Même si ses positions étaient proches de celles de Clay, Taylor resta toujours à l'écart de ce dernier ; les historiens sont en désaccord sur les raisons de cet évitement. Avec l'aide du sénateur Daniel Webster du Massachusetts, Clay développa le compromis de 1850. La proposition autorisait la Californie à entrer dans l'Union en tant qu'État abolitionniste tandis que le Texas abandonnait ses revendications sur l'est du Nouveau-Mexique. L'esclavage était maintenu dans le district de Columbia mais le commerce des esclaves y était interdit. À l'inverse, les sudistes obtenaient l'abandon du Wilmot Proviso et les territoires de l'Utah et du Nouveau-Mexique, qui restaient sous contrôle fédéral, pourraient en principe décider de devenir des États esclavagistes. Une stricte loi sur les esclaves fugitifs fut également adoptée pour contourner les législations nordistes qui empêchaient les sudistes de récupérer leurs esclaves en fuite au Nord. Les négociations sur le texte furent houleuses et les tensions culminèrent quand Taylor menaça de déployer des troupes fédérales au Nouveau-Mexique pour protéger sa frontière avec le Texas. Malgré sa popularité et son importance, le compromis fut rejeté à plusieurs reprises en raison des extrémistes des deux bords.
Aucune grande réforme n'arriva donc sur le bureau de Taylor durant sa présidence et ses derniers jours furent assombris par l'affaire Galphin. Avant de rejoindre l'administration Taylor, le secrétaire à la Guerre George W. Crawford (en) était avocat et avait défendu le cas de George Galphin, un marchand et un diplomate colonial que la Couronne britannique avait récompensé pour ses négociations avec les Amérindiens. Du fait du déclenchement de la révolution américaine, Galphin n'avait pas été payé pour ses services mais la dette britannique fut transférée au gouvernement américain. Après des années de combats judiciaires, ses héritiers furent finalement remboursés de la somme initiale mais l'administration Polk ne leur accorda pas le paiement des intérêts qui représentaient presque quatre fois la somme de départ.
Après sa nomination au sein du Cabinet, Crawford profita de ses relations avec le secrétaire au Trésor William M. Meredith et le procureur général Reverdy Johnson pour obtenir le paiement des intérêts. Cela fut fait en avril 1850 mais l'accord prévoyait que Crawford touche près de 100 000 $ (2 900 000 $ de 2011) soit la moitié de ce que touchèrent les héritiers de Galphin. De fait, deux membres du Cabinet avaient attribué une somme énorme d'argent public à un troisième. Une commission d'enquête de la Chambre des représentants jugea que Crawford n'avait commis aucun délit mais elle désapprouva qu'il ait accepté l'argent. Taylor, qui réfléchissait à une réorganisation de son Cabinet, devait maintenant affronter un scandale politique.

### Administration et Cabinet

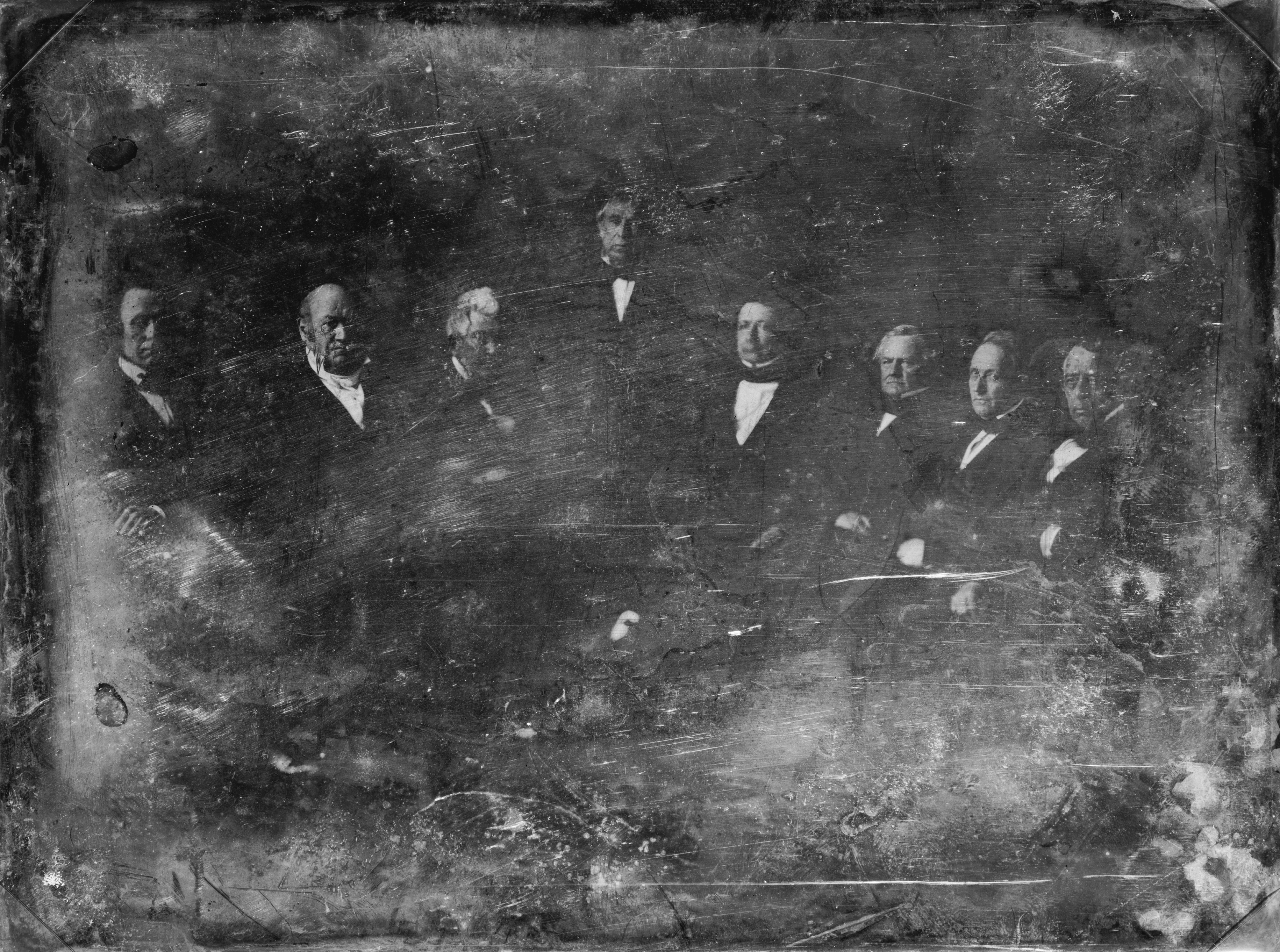
Daguerréotype du Cabinet Taylor par Mathew Brady en 1849.
De gauche à droite : William B. Preston, Thomas Ewing, John M. Clayton, Zachary Taylor, William M. Meredith,, et Reverdy Johnson

## Mort

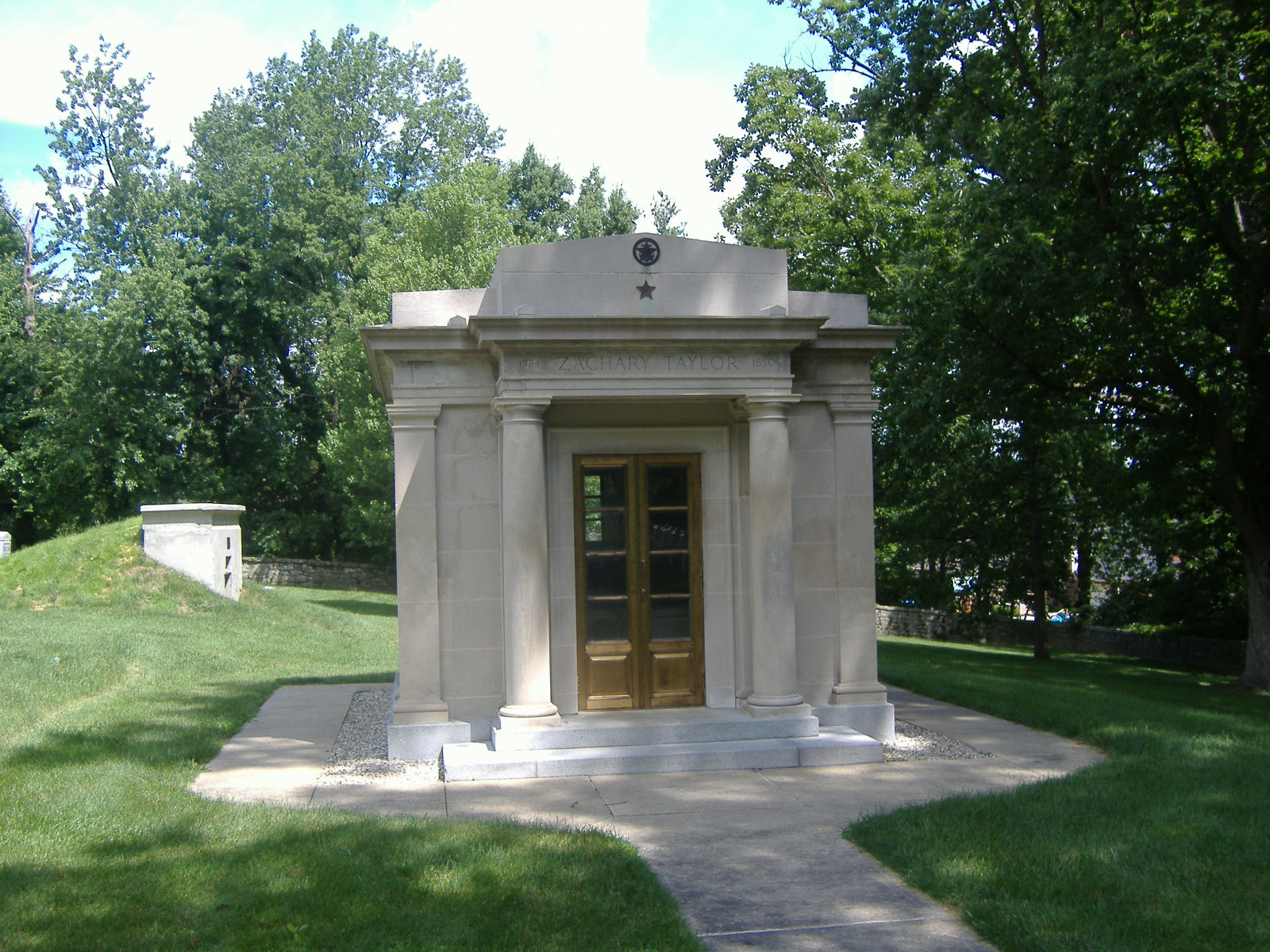
Mausolée de Taylor dans le cimetière national Zachary Taylor à Louisville dans le Kentucky.

Le 4 juillet 1850, Taylor but beaucoup de lait froid et d'eau glacée après avoir assisté à un événement caritatif au Washington Monument en cours de construction à l'occasion du jour de l'Indépendance. Durant les jours qui suivirent, sa santé se détériora fortement du fait d'une maladie digestive inconnue. Ses médecins « diagnostiquèrent un choléra-morbus, un terme du XIXe siècle désignant des troubles digestifs allant de la diarrhée à la dysenterie mais sans rapports avec le choléra ». La cause précise de la maladie de Taylor a fait l'objet de nombreuses spéculations et plusieurs membres de son Cabinet présentèrent les mêmes symptômes. Malgré les soins, le président mourut le 9 juillet 1850.
Taylor fut inhumé dans un caveau public du cimetière congressionnel de Washington et y resta du 13 juillet au 25 octobre 1850 ; ce cimetière avait été construit en 1835 pour abriter les dépouilles des représentants de la nation le temps que leur tombe soit préparée. Son corps fut finalement enterré dans le carré familial de l'ancienne plantation Taylor à Louisville dans le Kentucky. En 1883, le gouvernement du Kentucky construisit une colonne de 18 m près de sa tombe surmontée d'une statue grandeur nature de l'ancien président. Dans les années 1920, la famille Taylor entreprit de transformer le lieu en un cimetière national. L'État du Kentucky céda deux terrains pour le projet et la superficie du cimetière passa de 2 000 à 65 000 m2. Le 6 mai 1926, les dépouilles de Taylor et de son épouse décédée en 1852 furent déménagées dans un mausolée construit à proximité et le cimetière est devenu le cimetière national Zachary Taylor.
Pendant plusieurs décennies, des rumeurs ont avancé que Taylor avait été empoisonné. En 1978, le médecin Hamilton Smith basa sa théorie de l'assassinat sur, entre autres, la durée d'action des traitements et l'absence d'épidémie de choléra. À la fin des années 1980, Clara Rising, un ancien professeur de l'université de Floride persuada l'un des descendants de Taylor, également médecin légiste du comté de Jefferson, d'ordonner une exhumation du corps de son aïeul. La dépouille fut exhumée le 17 juin 1991 et des échantillons de cheveux, d'ongles et d'autres tissus furent prélevés. Des tests radiologiques furent réalisés et les restes furent replacés dans le mausolée avec tous les honneurs. Une analyse par activation neutronique réalisée au laboratoire national d'Oak Ridge ne révéla aucune preuve d'empoisonnement car les niveaux d'arsenic étaient trop bas,. L'analyse conclut qu'il avait contracté une gastro-entérite aiguë liée à une contamination de sa nourriture ou de ses boissons probablement liée au mauvais état des égouts de Washington. Toute convalescence fut cependant empêchée par ses médecins qui le traitèrent avec « de l'ipéca, du calomel, de l'opium et de la quinine en plus des saignées ».

## Héritage
Du fait de son court mandat, Taylor a peu influé sur la présidence ou les États-Unis. Certains historiens considèrent que Taylor était trop novice en politique à une époque où les dirigeants avaient besoin de liens proches avec les responsables politiques. Malgré ses limitations, le traité Clayton-Bulwer affectant les relations avec le Royaume-Uni en l'Amérique centrale est « reconnu comme un pas important dans l'affaiblissement de la politique nationale de Destinée manifeste ». Le compromis de 1850, initié sous sa présidence, fut signé par le président Fillmore en septembre 1850.
Taylor fut le dernier président à posséder des esclaves durant sa présidence. Il fut le troisième des quatre présidents whigs dont le dernier fut Fillmore. Il fut le second président à mourir en fonction après William Henry Harrison neuf ans plus tôt. Taylor fut également le seul président avec Harrison (W. H.), Johnson (Andrew) et Carter à ne pas nommer de juges à la Cour suprême et le seul venant de la Louisiane.
L'United States Postal Service publia le premier timbre honorant Zachary Taylor le 21 juin 1875 et il figura à nouveau sur la série présidentielle de 1938. Il fut représenté pour la dernière fois sur la série présidentielle de 1986. Après Washington, Jefferson, Jackson et Lincoln, Taylor fut le cinquième président à apparaître sur des timbres américains. Taylor a donné son nom à plusieurs lieux dont le camp Taylor dans le Kentucky, le Fort Zachary Taylor en Floride, les comtés de Taylor en Géorgie et dans l'Iowa et la ville de Rough and Ready en Californie. Le liberty ship SS Zachary Taylor et le Zachary Taylor Hall de université du sud-est de la Louisiane (en) furent également nommés en son honneur.